# Zakrzew Górny
Zakrzew Górny – część wsi Zakrzew w Polsce, położona w województwie mazowieckim, w powiecie sochaczewskim, w gminie Nowa Sucha.
Dawniej odrębna wieś i gromada w gminie Kozłów Biskupi.